# Sociedad Zoológica del Uruguay
Die Sociedad Zoológica del Uruguay ist die Zoologische Gesellschaft von Uruguay. Sie wurde 1961 in Montevideo gegründet.

## Geschichte
Die konstituierende Versammlung der Sociedad Zoológica del Uruguay fand am 24. Juli 1961 statt. Hieran nahmen 60 Personen der Abteilung für Wirbeltierzoologie der Fakultät für Geistes- und Naturwissenschaften und des Museo de Historia Natural von Montevideo teil. Eine Kommission wurde mit der Ausarbeitung einer Satzung beauftragt, die beim Folgetreffen am 7. August 1961 angenommen wurde. Am 27. November desselben Jahres wurden die ersten regulären Organe der Gesellschaft gewählt.
Der erste Präsident war Raúl Vaz-Ferreira, der erste Vizepräsident Fernando Mañé Garzón, die erste Sekretärin Blanca Sierra de Soriano und der erste Schatzmeister Pablo R. San Martín. Weitere Vorstandsmitglieder waren Eduin Palerm, Miguel Ángel Klappenbach, Juan Cuello und Braulio Orejas-Miranda. Ab dieser Zeit bis 1971 wurden 57 Sitzungen abgehalten, bei denen 158 Vorträge gehalten wurden.
Bis 1983 fanden bereits 84 Sitzungen mit mehr als 250 Vorträgen statt. 1974 wurde die Gesellschaft aufgelöst, da Uruguay aufgrund eines Militärputsches im Jahr 1973 mit erheblichen sozialen und politischen Schwierigkeiten konfrontiert war. Am 25. Juni 1981 wurde die Sociedad Zoológica del Uruguay erneut gegründet und erhielt am 13. Oktober desselben Jahres den Status einer Gesellschaft bürgerlichen Rechts.
Die Aktivitäten der Gesellschaft bestehen aus regelmäßigen Treffen, Film- und Diavorträgen und Präsentationen. Von 1961 bis 1974 wurde die wissenschaftliche Publikation Boletín de la Sociedad Zoológica del Uruguay herausgegeben. Nach der Einstellung während der Militärdiktatur wurde das Journal im Jahr 1983 wiederbelebt. Im November 1982 fand das Uruguayische Treffen zum Schutz der Fauna und Flora statt sowie eine erste Exkursion im Dezember desselben Jahres. Gleichzeitig erhielt die Gesellschaft zu dieser Zeit wichtige Unterstützung vom Nationalen Museum für Naturgeschichte, das die Räumlichkeiten für die Treffen, Projektionsgeräte, Personal und das Postfach der Institution zur Verfügung stellte.

## Ziele und Aktivitäten
Hauptziele der Zoologischen Gesellschaft sind die Förderung der Forschung in allen Bereichen der Zoologie, die Vermittlung von Wissen über die heimische Fauna, die Organisation von wissenschaftlichen Tagungen, die Herausgabe von zoologischen Publikationen für die Forschung, die Überwachung der Erhaltung der einheimischen Fauna und ihres Lebensraumes sowie die Zusammenarbeit mit anderen in- und ausländischen Institutionen.
Die Gesellschaft organisiert ein monatliches Kommunikationstreffen, bei dem wissenschaftliche Arbeiten vorgestellt und diskutiert werden, sowie einen Vortrag über ein Thema. Die Satzung sieht die Möglichkeit vor, Kurse, Konferenzen, Exkursionen und Seminare zu organisieren, je nach den Initiativen, die die Mitglieder an den Vorstand senden. Die Zoologische Gesellschaft von Uruguay nimmt direkt oder indirekt Einfluss auf verschiedene zoologische Aspekte. Sie war mehrere Jahre mit der IUCN verbunden.